# مكي بن عبد السلام الرميلي
أبو القاسم مكي بن عبد السلام بن الحسين الرميلي المقدسي أحد الجوالين، مُفتي الشافعية في بيت المقدس.
سمع من: محمد بن يحيى بن سلوان، وأبا عثمان بن ورقاء، وأبا القاسم الحنائي، وعبد الباقي بن فارس، وعبد العزيز بن الحسن الضراب، وأبا جعفر بن المسلمة، وأبو بكر الخطيب، وخلقًا كثيرا بالشام ومصر والعراق والجزيرة وآمد. روى عنه: عمر الرواسي، ومحمد بن علي المهرجاني، وعمار بن طاهر، وإسماعيل بن السمرقندي، وأبو الحسن بن المسلم السلمي، وحمزة بن كروس، وغالب بن أحمد، وآخرون.
ولد سنة 432 هـ، كان مفتيا على المذهب الشافعي، وكانت الفتاوى تجيئه من البلاد، وكان عالما ثبتا، ابتلي بالأسر وقت أخذ العدو بيت المقدس، وطلبوا في فدائه ذهبا كثيرا، فلم يُفد، فقتلوه بالحجارة عند البثرون، في ثاني عشر شوال سنة اثنتين وتسعين وأربعمائة وله سبعون سنة وأشهر. قال السمعاني: «كان كثير التعب والسهر والطلب، ثقة متحريًا، ورعا ضابطا، شرع في تاريخ لبيت المقدس».

## وفاته
توفي في بيت المقدس سنة 492 هـ.